# Monoctonus tianshanensis
Monoctonus tianshanensis är en stekelart som beskrevs av Jaroslav Stary 1978. Monoctonus tianshanensis ingår i släktet Monoctonus och familjen bracksteklar. Inga underarter finns listade i Catalogue of Life.